# Piéride du câprier
Colotis evagore
Espèce
La Piéride du câprier (Colotis evagore) est un insecte lépidoptère  de la famille des Pieridae, de la sous-famille des Pierinae et du genre Colotis.

## Dénomination
Colotis evagore a été nommé par Johann Christoph Friedrich Klug en 1829.

### Noms vernaculaires
La Piéride du câprier se nomme Desert Orange Tip, Small Orange Tip, ou Tiny Orange Tip en anglais.

### Sous-espèces
- Colotis evagore evagore (Klug, 1829)
- Colotis evagore nouna (Lucas, 1849)
- Colotis evagore antigone (Boisduval, 1836)
- Colotis evagore niveus (Butler, 1881)[1].

## Description
La Piéride du câprier est un papillon blanc avec tache apicale orange et au revers des ailes postérieures une coloration orangée.

### Chenille et chrysalide
Un œuf jaune donne une chenille verte.

## Biologie

### Période de vol et hivernation
Il vole de février jusqu'à la fin de l'automne, en plusieurs générations.

### Plantes hôtes
La plante hôte de sa chenille est le câprier.

## Écologie et distribution
C'est principalement un papillon d'Afrique du Nord (Maroc, Moyen-Atlas), mais aussi du sud de l'Espagne, du sud-ouest de l'Arabie, d'Afrique tropicale.
D'après certaines observations il serait en train de progresser en Espagne, plus au nord sans que l'on sache si c'est comme migrateur ou s'il s'y reproduit.

### Biotope
Il affectionne les zones accidentées, les escarpements rocheux.

### Protection
Pas de statut de protection particulier.